# Pseudocnus
Genre
Pseudocnus est un genre d'holothuries (concombres de mer) de la famille des Cucumariidae.

## Liste des espèces
Selon World Register of Marine Species (2 avril 2021) :
- Pseudocnus alcocki (Koehler & Vaney, 1908) -- Océan indien
- Pseudocnus californicus (Semper, 1868) -- Californie
- Pseudocnus curatus (Cowles, 1907) -- Californie
- Pseudocnus dubiosus (Semper) -- Pacifique central est
- Pseudocnus echinatus (von Marenzeller, 1881) -- Mer Jaune
- Pseudocnus grubii (von Marenzeller, 1874) -- Adriatique et peut-être Méditerranée
- Pseudocnus koellikeri (Semper, 1868) -- Méditerranée
- Pseudocnus lamperti (Ohshima, 1915) -- Pacifique nord-ouest
- Pseudocnus lubricus (Clark, 1901) -- Puget Sound (État du Washington)
- Pseudocnus pawsoni Won & Rho, 1998 -- Corée
- Pseudocnus rhopalodiformis (Heding, 1943) -- Congo
- Pseudocnus rugosus Cherbonnier, 1957 -- Sierra-Leone
- Pseudocnus sentus O'Loughlin & Alcock, 2000 -- Nouvelle-Zélande
- Pseudocnus spinosus (Ohshima, 1915) -- Pacifique nord-ouest
- Pseudocnus thandari Moodley, 2008 -- Côte ouest de l'Afrique du sud

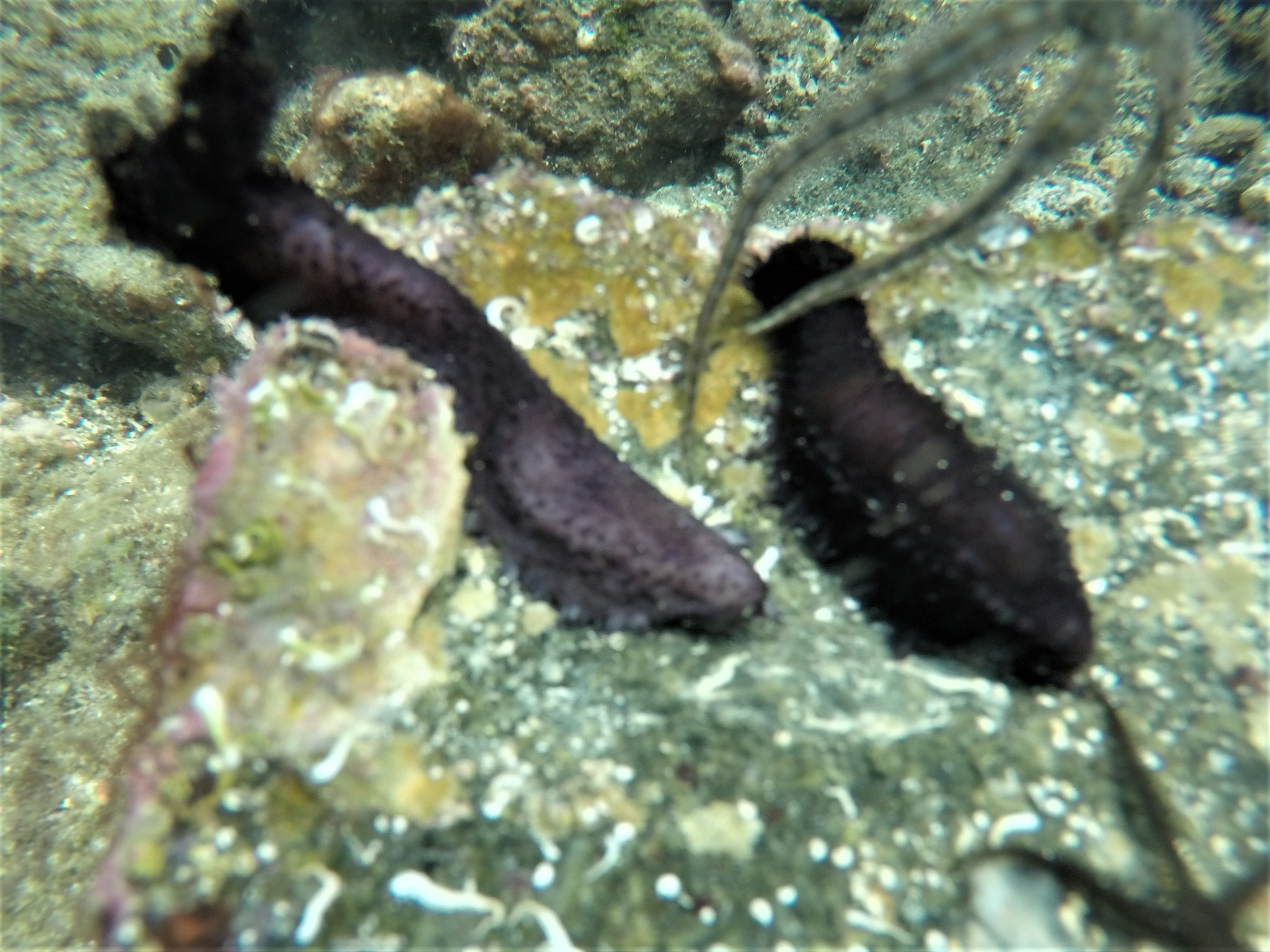
Pseudocnus californicus.
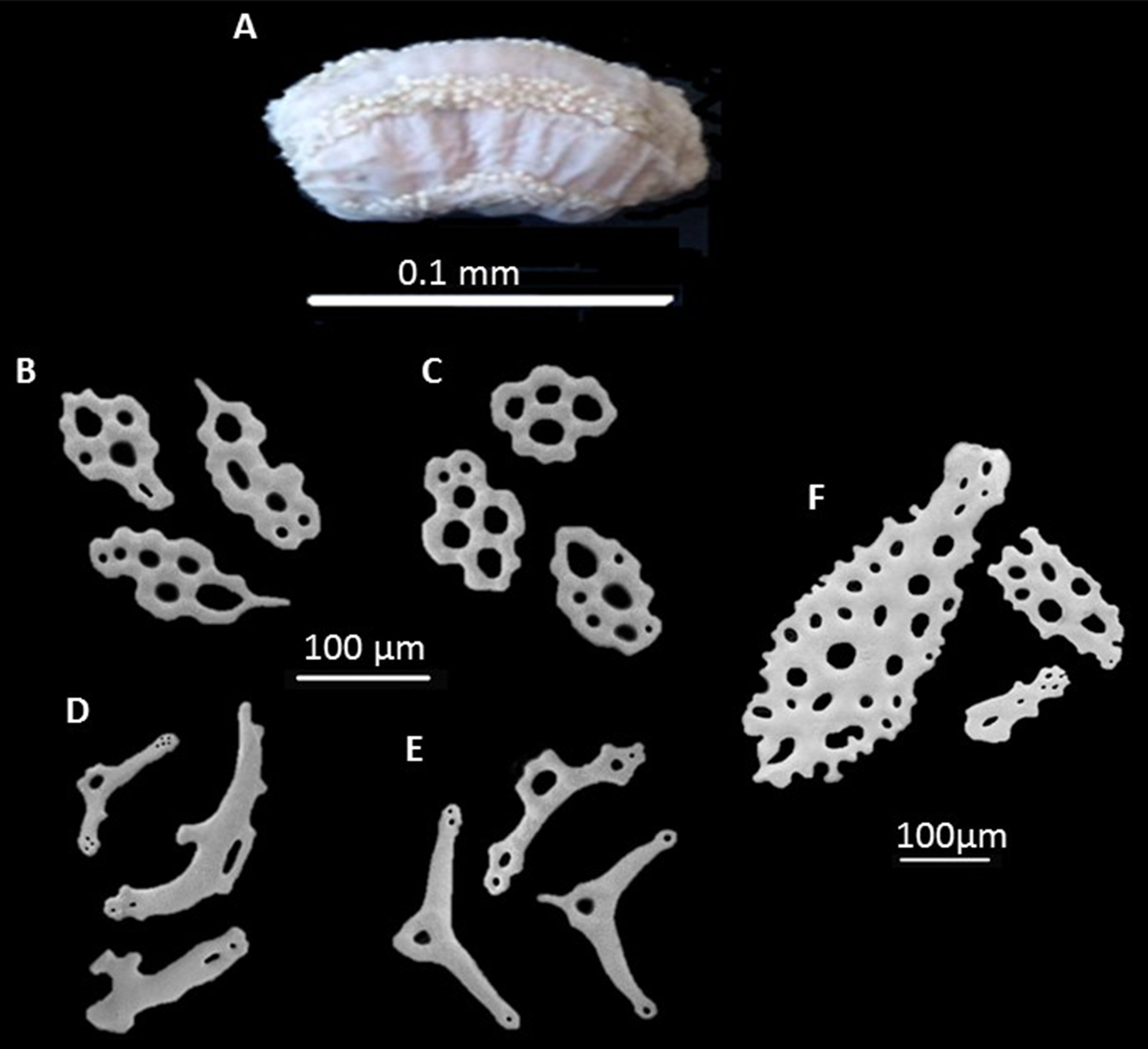
Pseudocnus thandari.